# Wolbeck (Wuppertal)
Wolbeck ist eine Hofschaft im Norden der bergischen Großstadt Wuppertal.

## Lage und Beschreibung
Die Hofschaft liegt im Westen des Wohnquartiers Dönberg im Stadtbezirk Uellendahl-Katernberg auf einer Höhe von 222 m ü. NHN an der Landesstraße 107 in der Gemarkung Untensiebeneick unmittelbar an der Stadtgrenze zu Velbert-Neviges. Am Ort fließt der Ötersbach, ein Zufluss des Hardenberger Bachs, vorbei.
Benachbarte Orte sind Fingscheidt, Öters, Knorrsiepen, Markeick, Schnappbrücke, Jommerhönschen, Grüntal, Langenkamp, Brunnenhäuschen, Ibach und Bruch sowie die Velberter Ortsteile Zur Mühlen, Kopfstation, Asch, Ascherfeld, Straße, Oberheeg, Unterheeg, Kaiser, Korzert, Timpen, Lippgeskotten und Staudt.

## Geschichte
Im 19. Jahrhundert gehörte Wolbeck zu den Außenortschaften der Bauerschaft Untensiebeneick der Stadt Hardenberg, die 1935 in Neviges umbenannt wurde. Damit gehörte es von 1816 bis 1861 zum Kreis Elberfeld und ab 1861 zum alten Kreis Mettmann. 1888 lebten in Wolbeck acht Einwohner in einem Haus. Durch die nordrhein-westfälische Gebietsreform kam Neviges mit Beginn des Jahres 1975 zur Stadt Velbert und Teile der Gemarkung Untersiebeneick mit Wolbeck wurden in Wuppertal eingemeindet.